# Sadiria griffithii
Sadiria griffithii är en viveväxtart som först beskrevs av C. B. Cl., och fick sitt nu gällande namn av Carl Christian Mez. Sadiria griffithii ingår i släktet Sadiria och familjen viveväxter. Inga underarter finns listade i Catalogue of Life.